# Melipona melanoventer
Melipona melanoventer är en biart som beskrevs av Schwarz 1932. Melipona melanoventer ingår i släktet Melipona och familjen långtungebin. Inga underarter finns listade i Catalogue of Life.